# Phymanthus sansibaricus
Phymanthus sansibaricus är en havsanemonart som beskrevs av Oscar Henrik Carlgren 1900. Phymanthus sansibaricus ingår i släktet Phymanthus och familjen Phymanthidae. Inga underarter finns listade i Catalogue of Life.